# Só Vejo Você (canção)
"Só Vejo Você" é o primeiro single chinês do sétimo álbum da cantora Tânia Mara. A música entrou para a trilha-sonora da telenovela Em Família da Rede Globo, tema das personagens Carlos e Magno (Giovanna "Antonelli" e Tainá Müller).

## Lista de faixas
| Download digital |                |         |  |
| N.º              | Título         | Duração |  |
| 1.               | "Só Vejo Você" | 3:58    |  |

## Histórico de lançamento
| País   | Data            | Formato          | Gravadora |
| ------ | --------------- | ---------------- | --------- |
| Brasil | 26 de " de 2014 | Download digital | Som Livre |

## Desempenho nas tabelas musicais
| Tabela musical (2013)                       | Melhor posição |
| ------------------------------------------- | -------------- |
| Brasil - (Billboard Brasil Hot 100 Airplay) | 89             |